# LVG C.VI
Le LVG C.VI était un avion militaire biplan de reconnaissance allemand et d'observation d'artillerie de la Première Guerre mondiale.

## Développement
L'avion a été conçu par Willy Sabersky-Müssigbrodt et développé par LVG en 1917. Le C.VI était une amélioration du LVG C.V. Il était plus léger, plus petit et plus aérodynamique, bien que son fuselage semblait plus volumineux. Il s'agissait d'un biplan principalement construit en bois. Les avions étaient équipés d'une radio morse qui ne permettait que l'émission de messages (pas la réception), une antenne était abaissée sous le fuselage lors de son utilisation. L'équipage disposait de parachutes et de combinaisons de vol chauffées.

## Service opérationnel
Quelque 1 100 exemplaires du LVG C.VI furent livrés aux armées dans les six mois qui précédèrent l'arrêt des hostilités, et furent principalement utilisés sur le front de l'Ouest pour la reconnaissance, l'observation, le réglage d'artillerie
Après guerre, la société Deutsche Luft-Reederei (DLR) utilisa plusieurs C.VI pour transporter du courrier et des voyageurs. L'armée de l'air polonaise en utilisa lors de la guerre russo-polonaise de 1920. La compagnie aérienne finlandaise Suomen ilmailuliikenne Oy acheta deux C.VI à une compagnie aérienne suédoise en 1923, l'armée de l'air finlandaise fit l'acquisition de deux autres avions, l'un volant jusqu'à la fin de l'année 1924. Plusieurs (au moins huit) furent utilisés par la Lituanie, dont deux ont survécu jusqu'en 1940. Trois furent utilisés par la Tchécoslovaquie, deux par la Suisse (de 1920 à 1929), plusieurs par l'URSS. Au moins trois, peut-être plus, furent utilisés par l'armée belge, le roi Albert Ier en utilisant un pour un voyage à Paris, ce qui suscita quelques critiques de le voir utiliser un avion "allemand".

### Suisse
Après la guerre deux avions se posent en Suisse et sont endommagés à l'atterrissage. Remis en état ils sont achetés par les troupes d'aviation qui les utilisent pour la reconnaissance, des relevés topographiques et l'entrainement à haute altitude. Un des deux avions sera moins utilisé car moins performant en montée malgré deux remplacements de moteurs. Les deux avions sont réformés en 1929 .
Aujourd'hui, il reste trois LVG C.VI survivants. L'un est exposé au RAF Museum à Hendon, un au musée de l'air de Bruxelles, en Belgique, et un au musée de l'air et de l'espace au Bourget.